# Episodi di Falling Skies (terza stagione)
La terza stagione della serie televisiva Falling Skies, composta da dieci episodi, è stata trasmessa negli Stati Uniti per la prima volta dall'emittente via cavo TNT dal 9 giugno al 4 agosto 2013.
In Italia, la stagione è andata in onda in prima visione sul canale satellitare Fox dal 10 marzo al 21 aprile 2016.
| nº | Titolo originale       | Titolo italiano      | Prima TV USA   | Prima TV Italia |
| -- | ---------------------- | -------------------- | -------------- | --------------- |
| 1  | On Thin Ice            | Sul filo del rasoio  | 9 giugno 2013  | 10 marzo 2016   |
| 2  | Collateral Damage      | Piani segreti        | 9 giugno 2013  | 10 marzo 2016   |
| 3  | Badlands               | Badlands             | 16 giugno 2013 | 17 marzo 2016   |
| 4  | At All Costs           | A tutti i costi      | 23 giugno 2013 | 17 marzo 2016   |
| 5  | Search and Recovery    | Braccati             | 30 giugno 2013 | 24 marzo 2016   |
| 6  | Be Silent and Come Out | Bugia o verità       | 7 luglio 2013  | 24 marzo 2016   |
| 7  | The Pickett Line       | La famiglia Pickett  | 14 luglio 2013 | 31 marzo 2016   |
| 8  | Strange Brew           | Uno strano complotto | 21 luglio 2013 | 7 aprile 2016   |
| 9  | Journey to Xilbalba    | Viaggio a Xibalba    | 28 luglio 2013 | 14 aprile 2016  |
| 10 | Brazil                 | L'inizio della fine  | 4 agosto 2013  | 21 aprile 2016  |

## Sul filo del rasoio
- Titolo originale: On Thin Ice
- Diretto da: Greg Beeman
- Scritto da: Remi Aubuchon

### Trama
Sono passati sette mesi dall'incontro tra la Seconda Massachusetts e la nuova specie aliena, i Volm. Tom è stato eletto Presidente dei nuovi Stati Uniti di Charleston, mentre la resistenza umana, appoggiata da Volm e skitter ribelli prende una nuova piega con un susseguirsi di vittorie nei confronti dell'occupazione aliena ostile. Il clima all'interno della città di Charleston non è però dei migliori, sono molti i dubbi ed i sospetti legati alle reali intenzioni delle specie aliene cooperanti. La presenza di una spia tra le file amiche non fa che aumentare il disagio.
- Ascolti USA: telespettatori 4 210 000 – rating 18-49 anni 1,5%[3]

## Piani segreti
- Titolo originale: Collateral Damage
- Diretto da: James Marshall
- Scritto da: Bradley Thompson e David Weddle

### Trama
La Seconda Massachusetts chiede aiuto al dottor Roger Kadar (Robert Sean Leonard) per distruggere senza conseguenze un vicino impianto nucleare utilizzato dagli skitter come fonte di energia. Dopo aver assassinato Arthur Manchester, incaricato di scovarla, la talpa cerca di sabotare questi piani. Nel frattempo, Anne dà alla luce Alexis Denise Glass Mason, la figlia avuta con Tom, mentre Hal cerca di affrontare quelli che crede siano sogni in cui incontra Karen.
- Ascolti USA: telespettatori 4 210 000 – rating 18-49 anni 1,5%[3]

## Badlands
- Titolo originale: Badlands
- Diretto da: David Solomon
- Scritto da: John Wirth

### Trama
Un gruppo di uomini armati, di cui fa parte il tenente Fisher attacca Charleston. Si scoprirà alla fine del conflitto che operano a nome di Benjamin Hathaway (l'ultimo presidente degli Stati Uniti prima dell'invasione). Crazy Lee rimane gravemente ferita durante lo scontro a fuoco e finirà per morire. Matt l'assisterà fino al momento del suo decesso. Anne continua a non essere sicura della natura umana della figlia, mentre Hal crede di essere la talpa.
- Altri interpreti: Luvia Petersen (Fisher)
- Ascolti USA: telespettatori 2 790 000 – rating 18-49 anni 1,0%[4]

## A tutti i costi
- Titolo originale: At All Cost
- Diretto da: Greg Beeman
- Scritto da: Heather V. Regnier

### Trama
Assistendo ad un attacco di skitter respinto dalla Seconda Massachusetts con l'aiuto dei Volm e della loro tecnologia, il tenente Fisher propone a Tom un incontro con il presidente Hathaway. La proposta è accettata: l'incontro è previsto a "Keystone" e oltre a Tom ci saranno anche Pope, Fisher, Bressler e l'alleato volm Cochise a rappresentare Charleston. Nel mentre Anne continua ad avere sospetti nei confronti della natura della figlia Alexis, di cui fa esaminare il DNA al dottor Kadar, facendogli credere di cercare un riscontro al DNA di alcuni ragazzi a cui è stato rimosso l'impianto. La rivelazione di tale analisi la sconvolge al punto di scappare con la figlia. Alla proposta della completa rimozione dell'impianto, Ben e la sua amica Deni decidono di restare come sono per il momento, mentre Hal continua a combattere la sua personale lotta contro gli effetti dell'impianto che si è insediato in lui.
Il ritrovo a Keystone viene scoperto dagli skitter e Cochise viene imbarcato sull'aereo del presidente Hathaway durante una frettolosa ritirata dalla zona. Tom, Pope ed il generale Bressler tentano di tornare a Charleston con l'aereo a loro disposizione,ma vengono colpiti da una nave spaziale skitter e costretti ad un atterraggio di fortuna.
- Ascolti USA: telespettatori 3 548 000 – rating 18-49 anni 1,1%[5]

## Braccati
- Titolo originale: Search and Recovery
- Diretto da: Sergio Mimica-Gezzan
- Scritto da: Jordan Rosenberg

### Trama
L'aereo è a pezzi, precipitato in una foresta e il generale Bressler è morto. Tom risvegliatosi in mezzo alle lamiere riesce a salvare la vita di un ingrato Pope, trascinandolo all'esterno prima che l'aereo esploda. Nel frattempo a Charleston si discute sulla scomparsa di Anne ed Alexis cercandone un movente. Si muovono subito le prime ricerche condotte dal colonnello Weaver accompagnato da Hal, Ben, Matt, Jean e Maggie. Riusciranno a trovare il corpo di una donna sconosciuta senza vita, alla quale verrà riconosciuta una degna sepoltura ed il cui ritrovamento fa riflettere il gruppo, soprattutto Matt. Ben trova anche delle orme di uno skitter accanto a quelle di alcuni umani, che portano ad ipotizzare un rapimento di Anne e della piccola.
Nella foresta Tom e Pope devono ritrovare la via per Charleston,ma sono braccati da un gruppo di skitter arrivati sul posto alla ricerca di superstiti all'impatto. Durante il tragitto i due uomini si vedranno partecipi di supposizioni, confessioni e scontri.
Tom, nel tentativo di scappare dagli skitter si ferirà ad una caviglia, mentre Pope trova un modo per tornare a casa e ricambiare il favore fattogli dal professore, salvandogli a sua volta la vita da due skitter.
Il comportamento del "nuovo Hal" comincia ad insospettire Maggie, mentre Peralta fa esaminare al dottor Kadar alcune foto del congegno Volm dichiarando che Tom ne è consapevole, anche se così non è. Il dottore dà il suo riscontro, ma pare più interessato alla sorte degli altri bambini nati a Charleston nello stesso periodo di Alexis.
- Ascolti USA: telespettatori 3 217 000 – rating 18-49 anni 1,1%[6]

## Bugia o verità
- Titolo originale: Be Silent and Come Out
- Diretto da: Adam Kane
- Scritto da: Bradley Thompson, David Weddle e John Wirth

### Trama
Tom, in parte ristabilito dal trauma alla caviglia, viene a conoscenza, mediante skitter ribelli, del fatto che Anne e sua figlia Alexis sono ora ostaggio di Karen. Il professore scosso decide di andare immediatamente a cercarle, ma desiste dal farlo sotto consiglio di Dan che gli propone di aspettare altre ventiquattr'ore per ricevere ulteriori informazioni prima di partire senza una destinazione. Questa decisione sconvolge i piani di Karen per avvicinarsi a Tom ed alle sue conoscenze sul congegno volm e si vede costretta a servirsi di Hal per raggiungere tale scopo. Hal viene così rapito e si ritrova in un edificio circondato dalle truppe della Seconda Massachusetts con una pistola puntata alla tempia del padre. Procedono inutili negoziazioni e Peralta dà l'ordine a Tector di fare fuoco su Hal se le cose precipitassero. Ciò non si rivela necessario grazie all'intervento di Ben, Maggie e Matt che intrufolandosi nel palazzo tramite un percorso consigliato da Matt raggiungono Hal ed il padre. Lì, riescono a mettersi in contatto con il vero Hal, che molto combattuto tra sé ed il parassita che è in lui viene bloccato prima di gravi conseguenze. In infermeria, si pensa alle cause che hanno portato Hal a questi gesti, dirottando le supposizioni ad un probabile "insettocchio". Vengono contattati gli skitter ribelli per una delucidazione su come combattere questo parassita, i quali propongono una possibilità di rimozione biologica molto rischiosa che mette Tom di fronte ad una decisione difficile. Le supposizioni fatte si rivelano esatte, e dopo una dura lotta Hal si ritrova completamente ristabilito e inconsapevole di quanto successo nell'ultima settimana. Tom non può godersi completamente il momento perché un'altra preoccupazione torna a tormentarlo: gli skitter ribelli riescono ad avere informazioni sull'ubicazione di Annie ed Alexis e forte di questo Tom si mette alla guida di un corpo di spedizione formato dalla famiglia Mason al completo, cedendo a Peralta, oltre che la carica di Presidente dei Nuovi Stati Uniti, anche i fascicoli relativi all'arma volm.
- Ascolti USA: telespettatori 3 488 000 – rating 18-49 anni 1,2%[7]

## La famiglia Pickett
- Titolo originale: The Pickett Line
- Diretto da: Sergio Mimica-Gezzan
- Scritto da: Heather V. Regnier e Jordan Rosenberg

### Trama
Durante il loro viaggio alla ricerca di Anne ed Alexis; Tom, Ben, Hal e Matt si imbattono in una famiglia locale che li deruba di provviste e cavalli. I Mason riescono a ritrovarli, recuperare i loro averi e ripartire. Trovando un convoglio di mech e skitter diretti alla fattoria, Tom ha un senso di solidarietà verso quella famiglia e si avvia verso la fattoria per avvertirli, ma trova l'abitazione già vuota e si ritrova a fronteggiare da solo skitter e mech. A Charleston, intanto, Cochise torna con il Presidente Hathaway alla ricerca di un aiuto medico dopo che il loro aeroplano è stato abbattuto da navicelle nemiche. Approfittando dell'opportunità Peralta espone i propri dubbi a Cochise a proposito dell'arma volm in costruzione. Lo stesso alieno spiega che lo scopo del cannone è di distruggere una griglia che gli Espheni stanno costruendo intorno al globo a difesa delle loro forze sulla terra e non solo di aprire una falla. Poco dopo, Lourdes, in realtà controllata dagli Espheni, uccide il presidente Hathaway, risvegliando in Peralta ed il colonnello Weaver la paura della presenza di una talpa.
- Ascolti USA: telespettatori 3 329 000 – rating 18-49 anni 1,1%[8]

## Uno strano complotto
- Titolo originale: Strange Brew
- Diretto da: David Solomon
- Scritto da: John Wirth

### Trama
Tom si risveglia nella sua abitazione con la moglie Rebecca vicino, come se gli ultimi anni non fossero altro che un incubo, ma più si addentra in questa nuova realtà più questa prende i contorni di un sogno: visi di componenti di Charleston compongono la sua cerchia di amici all'università, un colonnello Weaver predica la fine del mondo lungo la strada incitando ad "aprire gli occhi" e "svegliarsi" ed il nome di Anne si rinnova con insistenza. I nomi di quattro città lo attanagliano, tutti gli chiedono dove deve andare, fino a quando non capisce che qualcosa non va e la realtà viene interrotta. Tom si trova prigioniero di Karen: lei vuole sapere quale delle torri verrà attaccata dall'arma Volm. L'intervento di Weaver, Ben, Matt ed un contingente delle forze di Charleston libera il Professore che la fa finita con Karen, ma questo non è altro che un nuovo sogno ideato da lei per farsi dire l'obiettivo, ma anche in questo caso Karen fallisce. Nel frattempo, a Charleston continuano le ricerche della talpa e la presidente Peralta viene sospettata in quanto priva di alibi durante l'omicidio del presidente Hathaway. Il colonnello Weaver, senza l'appoggio di Tom, comincia a farsi influenzare dalle idee di Pope. La talpa, intanto, continua nei suoi atti terroristici facendo esplodere la radiotrasmittente, ma fallendo l'obiettivo principale di uccidere Weaver, salvato per poco dall'intervento casuale di Maggie. Karen dice a Tom di avere ucciso Anne ed Alexis nel tentativo di estorcergli informazioni e gli mostra l'attivazione della rete di energia Espheni. Tom ne approfitta per fuggire, e trova la forza di andare avanti grazie a Rebecca.
- Ascolti USA: telespettatori 3 740 000 – rating 18-49 anni 1,3%[9]

## Viaggio a Xibalba
- Titolo originale: Journey to Xibalba
- Diretto da: Jonathan Frakes
- Scritto da: Bradley Thompson e David Weddle

### Trama
Tom torna a Charleston e propone di attaccare la torre di Boston, così da eliminare anche Karen. Sospettando che possa essere controllato, Porter e Weaver sono restii ad assecondarlo. Lourdes, sempre controllata da Karen, fa esplodere la base dei volm e piazza numerose cariche anche a Charleston, causando numerosi morti e intrappolando nei cunicoli diverse persone, inclusa se stessa. Separati dalle macerie, gli uomini rimasti di sopra cercano superstiti, mentre quelli rimasti di sotto una via d'uscita. Mentre cerca un modo di fare breccia fra le macerie per tornare in superficie, Tom analizzando alcuni indizi capisce che Lourdes è la talpa e riesce a catturarla. Grazie all'arma volm in possesso di quest'ultima, riesce anche ad aprire un passaggio per la superficie ricongiungendo i due gruppi. Nonostante Cochise sia l'unico volm sopravvissuto, gli abitanti non si perdono d'animo e decidono di effettuare ugualmente l'attacco alla griglia degli espheni.
- Ascolti USA: telespettatori 3 055 000 – rating 18-49 anni 1,0%[10]

## L'inizio della fine
- Titolo originale: Brazil
- Diretto da: Greg Beeman
- Scritto da: Remi Aubuchon

### Trama
Il colonnello Weaver con Pope ed altri si dirige su un treno verso Chicago, portando con sé Lourdes. In realtà si tratta di un'esca per far credere agli Espheni di voler attaccare quella torre, quando invece Tom e tutti gli altri stanno già attaccando la torre di Boston con l'arma Volm. L'attacco coglie di sorpresa gli Espheni e la torre viene abbattuta, distruggendo la griglia e permettendo l'atterraggio sulla città di una gigantesca nave Volm. Quando il giorno successivo Tom e Weaver incontrano il comandante dei Volm, padre di Cochise, scoprono che egli vuole farli trasferire in Brasile perché pensa che la loro presenza nella guerra contro gli Espheni sia solo un intralcio. Nonostante questi dissidi, Tom riesce a convincere il comandante volm a lasciarli liberi di combattere per conto loro ed il gruppo torna verso Charleston. Durante il tragitto, s'imbattono in Karen che offre loro un'alleanza contro i volm, sostenendo che ben presto avranno altri dissidi con loro. Per dimostrare la sua buona fede, porta con sé un dono, ma Tom decide di ucciderla insieme al suo contingente. A fine battaglia, scopre che il regalo sono Anne e Alexis, ancora vive, ma con sorpresa scopre che la figlia ora dimostra sei anni, nonostante abbia solo due mesi. Come se non fosse abbastanza, la figlia dimostra una dote straordinaria, rimuovendo i parassiti di Lourdes senza sforzo.
- Ascolti USA: telespettatori 3 738 000 – rating 18-49 anni 1,2%[11]